# Новохасаново
Новохаса́ново (рос. Новохасаново, башк. Яңы Хәсән) — село у складі Бєлорєцького району Башкортостану, Росія. Входить до складу Інзерської сільської ради.
Населення — 177 осіб (2010; 206 в 2002).
Національний склад:
- башкири — 96%

У селі знімався фільм «Сестричка».